# NGC 6040B
NGC 6040B (другие обозначения — UGC 10165, MCG 3-41-73, ZWG 108.96, DRCG 34-68, ARP 122, VV 212, PGC 56942) — линзообразная галактика (S0) в созвездии Геркулес.
Этот объект не входит в число перечисленных в оригинальной редакции «Нового общего каталога» и был добавлен позднее.